# Mathilde Andersson
Mathilde Caroline Andersson, född 1824 i Borås, död 1909 i Østre Aker, var en norsk filantrop. Hon var en svensk väverska som på 1840-talet kom till Christiania, där hon fick anställning på Hjula väveri vid Akerselven.

## Bakgrund
Föräldrarna var Anna Andersdotter Andersson (1802–1842) och Anders Andersson (1794–1866). Dottern döptes till Anna Caroline, men i samband med att hon togs in som fosterbarn hos den välbärgade änkan Dorothea Christophersdatter From, fick hon sina föräldrars tillåtelse att byta namn till Mathilde för att bli av med smeknamnet "Svensk-Anna", och för att bli mer respektabel i borgerliga kretsar. Änkan From ägde gården Rosenborggate 2 och den omkringliggande parken på Hegdehaugen, och när Mathilde år 1855 fick ärva det mesta av förmögenheten förvaltade hon kapitalet såpass väl – genom uthyrning, köp och försäljning av egendomar – att hon 1872 kunde köpa Vestre Sæter på Nordstrand. Till en början bodde hon växelvis på båda adresserna, men de sista 25 åren av sitt liv enbart på Nordstrand.
Den delen av den nuvarande Solveien som går från Nordstrandveien till Ljabruveien vid Ljan station, anlades av Mathilde Andersson och kallades inledningsvis "Jomfru Anderssons vei". Mathilde var aldrig gift, men enligt källor hade hon flera kärleksrelationer. En av hennes älskare var den kända etnologen (folkloristik) Peter Christen Asbjørnsen (1812–1885). Hon skall också ha haft ett förhållande med timmermästaren Karl Alexander Vilhelm Westmann, (en försmådd friare som hon i flera årtionden låg i rättslig tvist med), och juristen Christian Fredrik Bergersen (1830–1873) från Hamar, som var far till Hulda Bergersen, senare känd som Hulda Garborg.

## Trivia
- Hulda Garborg skildrade hela miljön runt Mathilde Andersson i skådespelet Edderkoppen (1902), men när bakgrunden blev känd avbröt Nationaltheatret uppförandet.[7]
- Fortfarande finns Anderssondammen kvar i utkanten av skolgården på Nordstrand videregående skole. Den blev av Mathilde Andersson anlagd som gårdsdamm med vattenrör ned till hennes gård (idag Seterveien 2B). Dammen benämns felaktigt Andersendammen.[8]
- I mars 2012 beviljade Oslos stadsantikvarie 100 000 norska kronor till restaurering av gårdens stabbur.